# Flor Bex
Florent (Flor) Hubert Bex (Antwerpen, 26 januari 1937), ook bekend onder het pseudoniem Hubert Van Es, is een Belgische kunsthistoricus, kunstcriticus, curator, kunstenaar en auteur. Van 1985 tot 2002 was hij de eerste directeur van het M HKA in Antwerpen.

## Biografie
Bex studeerde in 1963 af in de richting kunstgeschiedenis en archeologie aan de Rijksuniversiteit Gent.
Van 1972 tot 1982 was hij directeur van het ICC in Antwerpen. In 1983 stichtte hij het tijdschrift Artefactum, over hedendaagse kunst in Europa, dat tot 1994 gepubliceerd zou worden. In 1985 richtte hij het M HKA op. Hij was er directeur tot 2002, sindsdien is hij ere-directeur. Verder doceert hij aan verschillende instellingen voor hoger onderwijs, neemt hij bestuursmandaten op en is hij voorzitter van verscheidene organisaties die met kunst bezig zijn.
Bex is gehuwd met Lieve De Deyne en heeft met haar drie kinderen.

## Publicaties
- Kunst in België na 1975 (2001) – ISBN 9789061534815

- Bibsys: 2116397
- Bibliothèque nationale de France: cb12840199t (data)
- CiNii: DA09741621
- Gemeinsame Normdatei: 174184484
- International Standard Name Identifier: 0000 0001 1702 0321
- Library of Congress Control Number: n79006635
- Nationale Bibliotheek van Letland: 000038515
- Nationale Bibliotheek van Tsjechië: xx0265774
- Nationale Bibliotheek van Israël: 987007275446605171
- Nederlandse Thesaurus van Auteursnamen: 072221291
- Réseau des bibliothèques de Suisse occidentale: 02-A003002674
- Système universitaire de documentation: 059737417
- Trove: 1095912
- Virtual International Authority File: 205894537
- WorldCat: E39PCjFQDKwXmm93TX7YgfGFgC